# Ketevan Arakhamia-Grant
Ketevan Arakhamia-Grant (née Ketevan Arakhamia)  est une joueuse d'échecs soviétique, puis géorgienne née le 19 juillet 1968 à Otchamtchiré et écossaise depuis 2008. Elle a obtenu le titre de grand maître international (mixte) en 2009 et remporté la médaille de bronze lors du deuxième championnat d'Europe d'échecs individuel en 2001. Elle a épousé en 1996 le joueur écossais Jonathan Grant avec qui elle a eu une fille.
Au 1er juin 2015, elle est la 88e joueuse mondiale et la numéro 1 écossaise avec un classement Elo de 2 374 points.

## Championnats nationaux
Ketevan Arakhamia a remporté le championnat de Géorgie à trois reprises (en 1983, 1984 et 1990), une fois le championnat d'URSS féminin en 1990 et trois fois le championnat d'Écosse mixte : en 2003 (à égalité avec Paul Motwani), en 2011 et 2016.
Elle a également remporté quatre fois le championnat britannique féminin (en 2003, 2004, 2006 et 2007).

## Compétitions par équipe
De 1990 à 2014, elle a représenté l'Union soviétique, puis la Géorgie et l'Écosse lors de six olympiades féminines et de trois olympiades mixtes (avec l'Écosse) et a remporté cinq médailles individuelles (dont trois en or) et quatre médailles par équipe (dont deux en or avec la Géorgie) lors des olympiades. Elle a représenté la Géorgie lors de cinq championnats d'Europe par équipe (remportant la médaille d'or en 1997 et deux médailles d'argent par équipe).

## Autres tournois

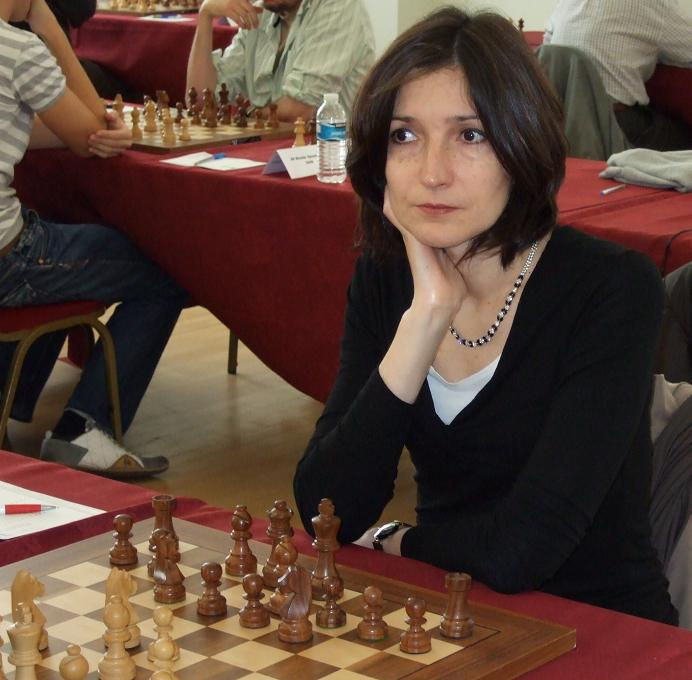
Ketevan Arkhamia-Grant au championnat d'Europe individuel de 2008.

Ketevan Arakhamia gagna le championnat du monde d'échecs junior féminin en 1986 à Dobrna. En 1990, elle remporta l'open féminin de Bienne, puis le cinquantième championnat d'URSS féminin avec 13 points sur 16. En 1991, elle devint la première femme à remporter la coupe Doeberl à Canberra. La même année, elle fut remplaçante dans l'équipe soviétique lors de l'olympiade d'échecs de 1990 et marqua douze points sur douze et réalisant la meilleure performance du tournoi et remportant deux médailles d'or individuelles et la médaille d'argent par équipe.
En 1993-1994, elle finit troisième ex æquo du tournoi de Hastings Premier, devant six grands maîtres masculins (le tournoi fut remporté par John Nunn devant Michal Krasenkow) ; Judit Polgar est la seule joueuse à avoir obtenu un meilleur résultat à Hastings. En 1992 à Aruba et en 1994, à Monte-Carlo, une sélection des meilleures femmes avec Arakhamia réussit à battre des équipes de vétérans expérimentés (qui comprenaient Portisch, Larsen, Geller. Smyslov, Polougaïevski, Uhlmann, Hort, Ivkov, Spassky,...)